# Dispo (Zeitschrift)
Das Magazin Dispo (Eigenschreibweise dispo) ist ein deutschsprachiges Fachmagazin mit dem Fokus auf Logistik und Supply-Chain-Management. Dispo wird von WEKA Industrie Medien 10-mal jährlich in einer Auflage von rund 10.000 Exemplaren herausgegeben und ist als B2B-Magazin angelegt. Verlags- und Redaktionssitz ist Wien.

## Themen
Dispo berichtet schwerpunktmäßig über die Themen: Lager- und Fördertechnik, Flurförderzeuge, Ladungsträger, Verpackung, Kennzeichnen, Auto-ID, Warehouse Management Systeme (WMS), Supply-Chain-Management (SCM), WMS- und SCM-Software, Logistik-Consulting, Logistikimmobilien, Hallenbau und -einbau, Verladetechnik, Umschlagseinrichtungen, Logistikdienstleister, Kombiverkehr, See- und Luftfracht, Schnelllieferdienste, Tracking & Tracing sowie Nutzfahrzeuge.

## Zielgruppe und Verbreitung
Dispo richtet sich an Entscheidungsträger in sämtlichen Industrie- und Handelsunternehmen, Anbieter von Logistikdienstleistungen, Fachkräfte der Aus- und Weiterbildung sowie von einschlägigen Institutionen und Verbänden. Die Zeitschrift ist das offizielle Verbandsorgan der BVL (Bundesvereinigung Logistik) Österreich.

## Online-Portal
dispo.cc bietet Informationen über Produkte, Anwendungen, Trends und Dienstleistungen der österreichischen Industrie. Zielgruppe sind Entscheider aus den Bereichen Fertigung, Automatisierung, Elektronik, Logistik, Kommunikation/IT und Forschung.